# Ibrahima N’Diaye (Politiker)
Ibrahima N’Diaye (* 2. Mai 1948 in Kayes; † 6. Juni 2025) war ein malischer Politiker (ADEMA-PASJ).

## Leben
Nach einem Grundstudium in seiner Geburtsstadt setzte Ibrahima N’Diaye sein Studium an der École normale secondaire (ENSEC) in Bamako fort. Er erwarb einen Master-Abschluss in Mathematik und Physik. Er lehrte sowohl in Kayes und Kéniéba als auch am Institut für junge Blinde in Mali in Bamako.
Er setzte sein Studium in Frankreich fort, zunächst zwischen 1982 und 1983 an der Universität Victor Segalen Bordeaux II, zwischen 1983 und 1987 dann an der Universität Paris-Nanterre. Er hatte einen BA und einen MA in Erziehungswissenschaft, ein Postgraduierten-Abschluss in Sozialpsychologie und ein Postgraduierten-Diplom in Pädagogik.
N'Diaye wurde Mitglied der Alliance for Democracy in Mali Party for Liberty, Solidarity and Justice (ADEMA-PASJ), deren Generalsekretär er von 1994 bis 1999 war, bevor er ab 1999 einer der stellvertretenden Vorsitzenden dieser Partei wurde. Er war zwischen 1998 und 2003 Bürgermeister des Bezirks Bamako.
Nachdem N’Diaye die Staatliche Agentur für Arbeitsvermittlung (ANPE) geleitet hatte, wurde er im Oktober 2007 zum Minister für Beschäftigung und berufliche Bildung im Kabinett Modibo Sidibé ernannt. Bis zur Kabinettsumbildung am 9. April 2009 blieb er in dieser Position.
Während des Afrika-Festivals 2012 in Würzburg wurde er für seine Aktivitäten im Rahmen des Kinderprogramms des Festivals geehrt.

## Schriften
- 1996: ADEMA/PASJ, le parti de l’avenir, Éditions Afrique Presse
- 1998: les élections de 1997 : résultats, réflexions, défis à notre culture démocratique, Éditions Jamana